# بارت غوور
بارت غوور، من مواليد 9 أبريل 1973 في نيربيلت في بلجيكا، لاعب كرة قدم بلجيكي.
بدأ مسيرته الكروية مع نادي غيل في عام 1991، ولعب معهم حتى عام 1996، وفي موسم 1996/1997 انتقل إلى نادي غنك، ولعب معهم 33 مباراة وسجل 18 هدف، وفي عام 1997 انتقل إلى نادي آندرلخت، ولعب معهم حتى عام 2001، وشارك معهم في 131 مباراة وسجل 32 هدف، وفي عام 2001 انتقل إلى نادي هيرتا برلين، ولعب معهم حتى عام 2004، وشارك معهم في 87 مباراة وسجل 13 هدف، وفي موسم 2004/2005 انتقل إلى نادي فيينورد الهولندي، ولعب معهم 34 مباراة وسجل 7 أهداف، ومنذ عام 2005 وهو يلعب مع نادي آندرلخت.
و قد لعب مع منتخب بلجيكا لكرة القدم منذ عام 1999.

## مسيرته الكروية
لعب بارت غوور خلال مسيرته الاحترافية مع 9 أندية في خمسة وعشرون موسمًا وسجل خلالها 140 هدف ضمن 667 مباراة. حيث فاز في موسم واحد بالكأس وفي أربعة مواسم بالدوري.
خاض بارت غوور مسيرته مع نادي فيربرويديرينغ غيل في موسم 1991–92 ليلعب معه خمسة مواسم، مشاركًا في 142 مباراة سجل خلالها 27 هدفًا. ثم انتقل إلى نادي جينك في موسم 1996–97 لمدة موسم واحد، حيث شارك في 33 مباراة سجل خلالها 18 هدفًا. لينتقل بعدها إلى نادي رويال أندرلخت في موسم 1997–98 في المرة الأولى ليلعب معه أربعة مواسم ثم في موسم 2005–06 ليلعب معه أربعة مواسم، مشاركًا طوالها في 227 مباراة سجل خلالها 42 هدفًا. ثم انتقل إلى SG Gesundbrunnen Berlin ‏ في موسم 2001–02 واستمر معه طيلة ثلاثة مواسم، مشاركًا في 87 مباراة سجل خلالها 13 هدفًا. هذا وانتقل لاحقًا إلى نادي فاينورد في موسم 2004–05 لمدة موسم واحد، مشاركًا في 34 مباراة سجل خلالها 7 أهداف. ثم انتقل بعدها إلى نادي بيرسخوت إيه سي في موسم 2008–09 واستمر معه طيلة ثلاثة مواسم، مشاركًا في 61 مباراة سجل خلالها 7 أهداف أيضًا. ليعود وينتقل من جديد، لكن هذه المرة إلى نادي فيسترلو في موسم 2011–12 ولمدة موسمين، مشاركًا في 50 مباراة سجل خلالها 16 هدفًا. لينتقل بعدها إلى K.F.C. Dessel Sport ‏ في موسم 2013–14 لمدة موسم واحد، مشاركًا في 31 مباراة سجل خلالها 10 أهداف.

## روابط خارجية
- بارت غوور على موقع الاتحاد الدولي (مؤرشف)  (الإنجليزية)
- بارت غوور على موقع الاتحاد الأوربي (الإنجليزية)
- بارت غوور على موقع الاتحاد البلجيكي (الإنجليزية)
- بارت غوور على موقع قاعدة بيانات كرة القدم.إي يو (الإنجليزية)
- بارت غوور على موقع ناشيونال فوتبول تيمز (الإنجليزية)
- بارت غوور على موقع Soccerway.com (الإنجليزية)
- بارت غوور على موقع عالم كرة القدم.نت (الإنجليزية)